# Кнежеваць (Чаглин)
45°20′ пн. ш. 18°02′ сх. д. / 45.34° пн. ш. 18.04° сх. д.
Кнежеваць (хорв. Kneževac) — населений пункт у Хорватії, у Пожезько-Славонській жупанії у складі громади Чаглин.

## Населення
Населення за даними перепису 2011 року становило 89 осіб.
Динаміка чисельності населення поселення:

## Клімат
Середня річна температура становить 10,78 °C, середня максимальна – 25,01 °C, а середня мінімальна – -6,28 °C. Середня річна кількість опадів – 775 мм.
| Клімат поселення                              | Клімат поселення | Клімат поселення | Клімат поселення | Клімат поселення | Клімат поселення | Клімат поселення | Клімат поселення | Клімат поселення | Клімат поселення | Клімат поселення | Клімат поселення | Клімат поселення | Клімат поселення |
| Показник                                      | Січ.             | Лют.             | Бер.             | Квіт.            | Трав.            | Черв.            | Лип.             | Серп.            | Вер.             | Жовт.            | Лист.            | Груд.            |                  |
| Середній максимум, °C                         | 5,90             | 8,12             | 12,54            | 16,98            | 22,03            | 25,00            | 25,01            | 24,48            | 20,43            | 15,14            | 9,34             | 5,42             |                  |
| Середня температура, °C                       | −0,19            | 2,02             | 6,44             | 10,90            | 15,93            | 18,92            | 20,93            | 20,41            | 16,34            | 11,08            | 5,26             | 1,33             |                  |
| Середній мінімум, °C                          | −6,28            | −4,06            | 0,35             | 4,79             | 9,85             | 12,83            | 16,85            | 16,34            | 12,26            | 6,98             | 1,17             | −2,74            |                  |
| Норма опадів, мм                              | 48               | 48               | 47               | 59               | 73               | 99               | 69               | 66               | 56               | 69               | 78               | 63               |                  |
| Середньомісячна швидкість вітру, м/с          | 2.05             | 2.30             | 2.58             | 2.51             | 2.21             | 2.04             | 2.01             | 1.86             | 1.86             | 1.92             | 2.02             | 2.10             |                  |
| Середньомісячна сонячна радіація, кДж/м²·день | 4276             | 7003             | 10827            | 15214            | 19083            | 21133            | 22111            | 20104            | 14918            | 9254             | 4882             | 3629             |                  |
| --------------------------------------------- | ---------------- | ---------------- | ---------------- | ---------------- | ---------------- | ---------------- | ---------------- | ---------------- | ---------------- | ---------------- | ---------------- | ---------------- | ---------------- |
| Джерело:                                      |                  |                  |                  |                  |                  |                  |                  |                  |                  |                  |                  |                  |                  |